# Mimeugoa
Mimeugoa là một chi bướm đêm thuộc họ Erebidae.